# Georges Huel
Pour les articles homonymes, voir Huel.
Georges Huel (né en 1930 à Gravelbourg en Saskatchewan) est un designer graphique canadien qui est notamment reconnu pour ses travaux réalisés à l'occasion de l'Expo 67, des Jeux olympiques d'été de 1976 à Montréal, et pour l'identité de la Ville de Montréal. Il est mort le 11 décembre 2002 à l'Hôpital Maisonneuve-Rosemont à Montréal.

## Biographie
Georges Huel est né en Saskatchewan, mais a vécu à Montréal dès son plus jeune âge. Il a fait ses études au Collège Sainte-Croix et à l’École des arts graphiques de Montréal, ancienne École du meuble. 
Il a travaillé en tant que graphiste pour Jean Drapeau lors de la campagne électorale de ce dernier, en 1957.
Georges Huel a également créé le logo des Jeux olympiques de 1976 et était responsable de tout le graphisme pour ces mêmes Jeux (programmes, affiches, sigles, etc.) Il avait un partenaire pour ce projet, Pierre-Yves Pelletier, avec qui il travailla durant quelques années pour la firme Thérien & frères, dont Huel était le directeur artistique et le vice-président. 
Huel a acquis une solide expérience en matière d'impression, qui s'ajoute à sa formation initiale, durant laquelle il a tout appris au sujet des presses d'imprimerie et de la composition typographique, ce qui a eu une profonde influence sur son approche du design, «C'est une bonne chose pour un designer graphique d'en connaître autant sur les techniques d'impression… ça vous aide à savoir si vos designs pourront être reproduits.», a dit Huel.

## Œuvres majeures
Olympiques de 1976 (Montréal)
Georges Huel, aidé de Pierre-Yves Pelletier, a créé le logo officiel des Jeux olympiques de 1976 et tout le matériel graphique entourant l’événement. Le logo, qui représente de façon stylisée un « M » pour « Montréal », est aussi la représentation du podium des gagnants et la piste du stade, le tout étant jumelé aux anneaux olympiques.
Pierre-Yves Pelletier et Raymond Bellemare, avec qui Georges Huel a travaillé, ont expliqué la symbolique du logo comme suit :
« il (le logo) illustre l'élément humain souligné par le baron Pierre de Coubertin, fondateur des Jeux olympiques modernes. Tandis que l'utilisation du podium, indique le couronnement des vainqueurs » Et ils ajoutent, «la simplicité et la dignité de la piste du stade olympique impliquent la foi de l'homme dans un cadre idéal».
Le travail fait par Georges Huel et ses comparses pour les Olympiques de 1976 a valu, pour la deuxième fois, une reconnaissance à l’international du travail fait par des graphistes Québécois, le travail de Huel pour Expo 67 étant le premier véritable succès international dans ce domaine.
Expo 67
Georges Huel a créé plusieurs choses (affiches, programmes, pièces de monnaie) pour l'Exposition universelle de 1967 (Expo 67) qui se tenait à Montréal, dont une affiche où l'on voit deux doigts, un index et un pouce, tenant le logo d'Expo 67. Cette création lui a valu un premier prix d'importance à l'échelle internationale.
Logo Ville de Montréal
Adopté en 1981, Georges Huel a reçu le mandat du comité exécutif de la Ville de Montréal de créer un programme d'identification visuelle pour la Ville.
Sur le site Internet de la Ville de Montréal, on peut lire :
«Le logotype institutionnel de la Ville de Montréal a été créé dans le but de faciliter la communication avec le public, de manifester le dynamisme de la ville et de la faire rayonner plus avantageusement partout dans le monde. L’emblème, qui s’inspire des armoiries, représente une fleur dont les quatre pétales forment une interprétation graphique des initiales de la Ville de Montréal : V et M. Au centre, un croisement rappelle que Montréal a toujours été au carrefour des grandes voies de communication et de civilisation. Enfin, les quatre cœurs créés par le jeu des lignes représentent l’attachement des Montréalais et des Montréalaises à leur ville. La ligne ondoyante qui encercle l’ensemble stylisé rappelle que Montréal est une île ; la forme à la fois végétale et aquatique exprime la richesse de l’environnement naturel et le souci qu’a la population de le préserver.».
Le logo créé par Georges Huel a été mis à jour ; en effet, le conseil municipal du 17 juin 2003 a entériné la recommandation de doter la Ville d'une nouvelle identité visuelle. On a en fait gardé le même logo créé par Huel, mais on a remplacé le texte Ville de Montréal par seulement Montréal, toujours suivi de la rosace.